# Pedro Camejo

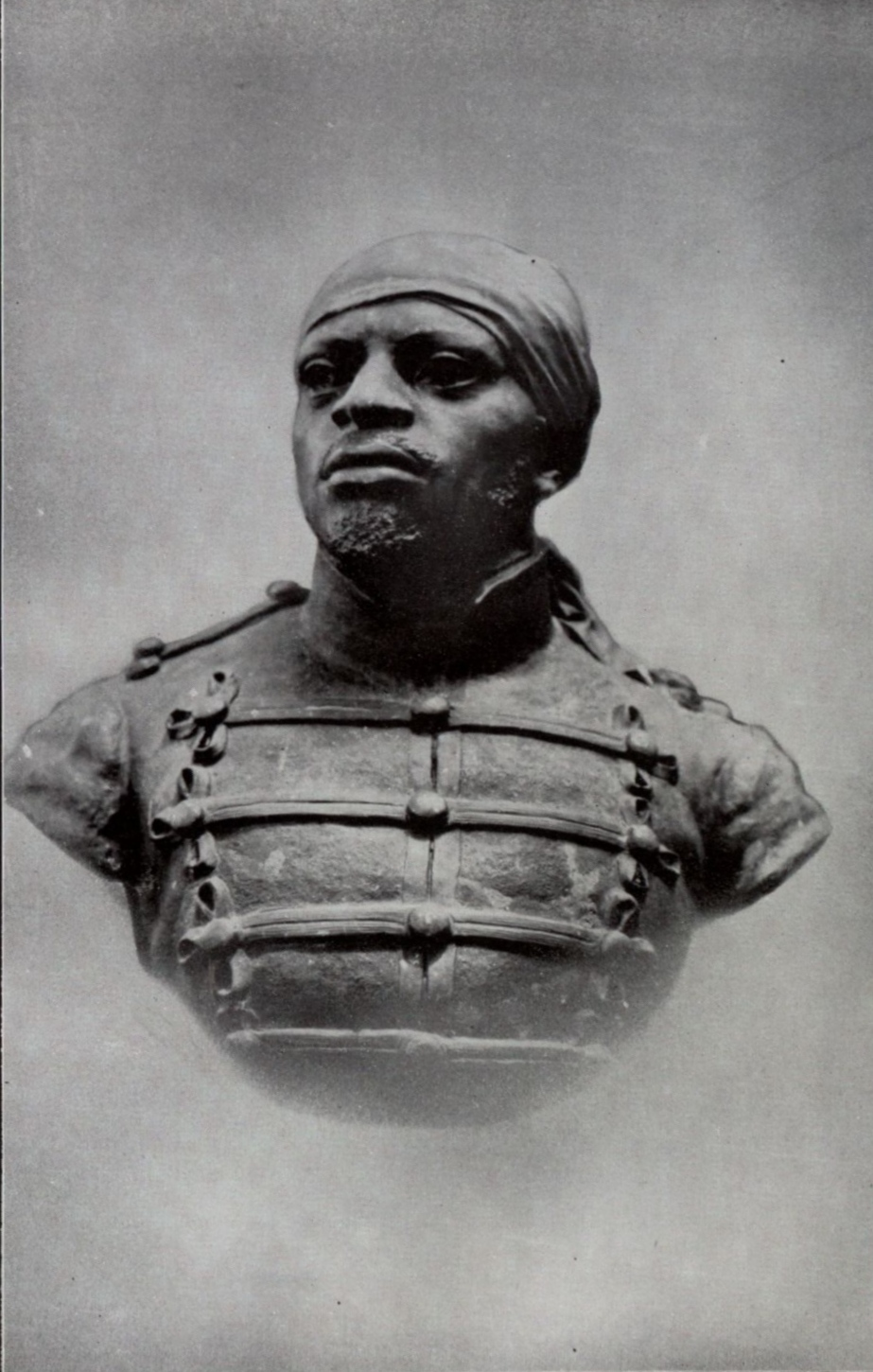
Pedro Camejo

Pedro Camejo (* ca. 1790 in San Juan de Payara, Venezuela; † 24. Juni 1821 auf dem Schlachtfeld von Carabobo, genannt Negro Primero) war ein Kavallerieoberleutnant in der Befreiungsarmee, Adjutant und Leibwächter von José Antonio Paez.

## Leben
Als schwarzer Sklave der Kolonialzeit gehörte Pedro Camejo dem Spanier Vicente Alonso und kämpfte daher zwangsläufig bei den Royalisten, bis er 1816 in die Dienste von José Antonio Paez eintrat. Hier fiel der Leutnant erstmals wegen der Verteidigung des Leutnants José María Córdoba auf, dem späteren Kavalleriegeneral, der von einem Kriegsgericht wegen Desertation und der Beteiligung an der Ermordung zweier Offiziere der (eigentlich verbündeten) Neugrenadiner Union (d. i. die Erste Republik Kolumbien), die gerade unter dem spanischen Expeditionsheer zusammengebrochen war, angeklagt wurde.
Die eigentlichen Fähigkeiten des großen, kräftigen Mannes, der ein herausragender Lanzenreiter war, bestanden in seiner wachen Intelligenz, seiner sorgfältigen geistigen Vorbereitung für die ihm angetragenen Aufgaben und seiner Eigenschaft, sich äußerst schnell auf neue Situationen einzustellen. Simon Bolivar traf Camejo erstmals 1818 in San Juan de Payara auf seiner Zentrumskampagne, wo er dem Leutnant, interessiert durch die Berichte von Paez, dem er treu ergeben war, einige Fragen stellte, deren Antworten Bolívar beeindruckten. Unter anderem gab er Geldgier als Motiv für seinen Übertritt zu den Patrioten an, aber auch, dass er danach die hehren Ziele der Freiheitskämpfer verstanden und verinnerlicht habe.
In der Schlacht von Queseras del Medio (2. April 1819) gehörte Camejo zu den 150 Mann, die Morillos stehendes Heer angriffen und mittels eines schnell und effektiv durchgeführten Gegenangriffs gegen die fast zehnfach überlegene gegnerische Kavallerie zerschlugen. Er wurde ebenso wie der Rest der Männer mit dem Orden de los Libertadores de Venezuela ausgezeichnet.
In der Zweiten Schlacht von Carabobo (24. Juni 1821) war El Negro Primero (der Erste Schwarze) im ersten Kavallerieregiment von Paez bei den Angreifern, die die Spanier aus den Stellungen lockten. Der Mann mit dem riesigen Messer, das nur er zu führen verstand und dem Paez mehrfach sein Leben verdankte, verabschiedete sich mitten in der Schlacht, nach einer schweren Verletzung, mit den Worten: „Mein General, ich komme, Ihnen adiós zu sagen, denn ich bin tot!“
Die Bedeutung von Pedro Camejo liegt darin, dass er es geschafft hatte, vom ehemaligen Sklaven zum Offizier aufzusteigen. Damit ist er ein Symbol der Aufstiegschancen und die Identifikationsfigur für die vielen Schwarzen, die in den Reihen der Patrioten im Befreiungskrieg in Venezuela für ihre eigene Freiheit und die der Kolonie fochten; der Held der aus Afrika eingeführten Sklaven, die zumeist die vorderste Front in den Schlachtreihen bildeten und deren Opfer bis heute unzureichend gewürdigt ist.